# Кафала
Кафала (кефала от араб. نظام الكفالة‎ — система финансовой поддержки, поруки, спонсорства) — система найма, которая возникла в 1950-х годах. Является основной системой регулирования отношений с трудовыми мигрантами в мусульманских странах Ближнего Востока (в особенности Саудовская Аравия, ОАЭ, Катар, Бахрейн, Ирак, Иордания). Кафала в трудовых отношениях базируется на том, что привязывает вид на жительство иностранного сотрудника к определённому работодателю, который распоряжается личными документами работника, и принимает решение относительно возможности его возвращения на родину.
Труд кафала чаще всего используется в строительных проектах.

## Саудовская Аравия
В 1969 году в Саудовской Аравии был принят закон, согласно которому трудовой мигрант может получить визу в Саудовскую Аравию только при наличии «поручительства» саудовского гражданина — за иностранных трудовых мигрантов отвечают «пригласившие» их саудовцы, которые обязаны оформлять им вид на жительство и трудовую карту. При этом часть работодателей этого не делает и огромное количество иностранных работников фактически являются нелегалами.
В 2020 году Саудовская Аравия объявила о реформах в трудовом законодательстве. По утверждению Human Rights Watch, реформы не устранили злоупотреблений системы кафала.

## Катар

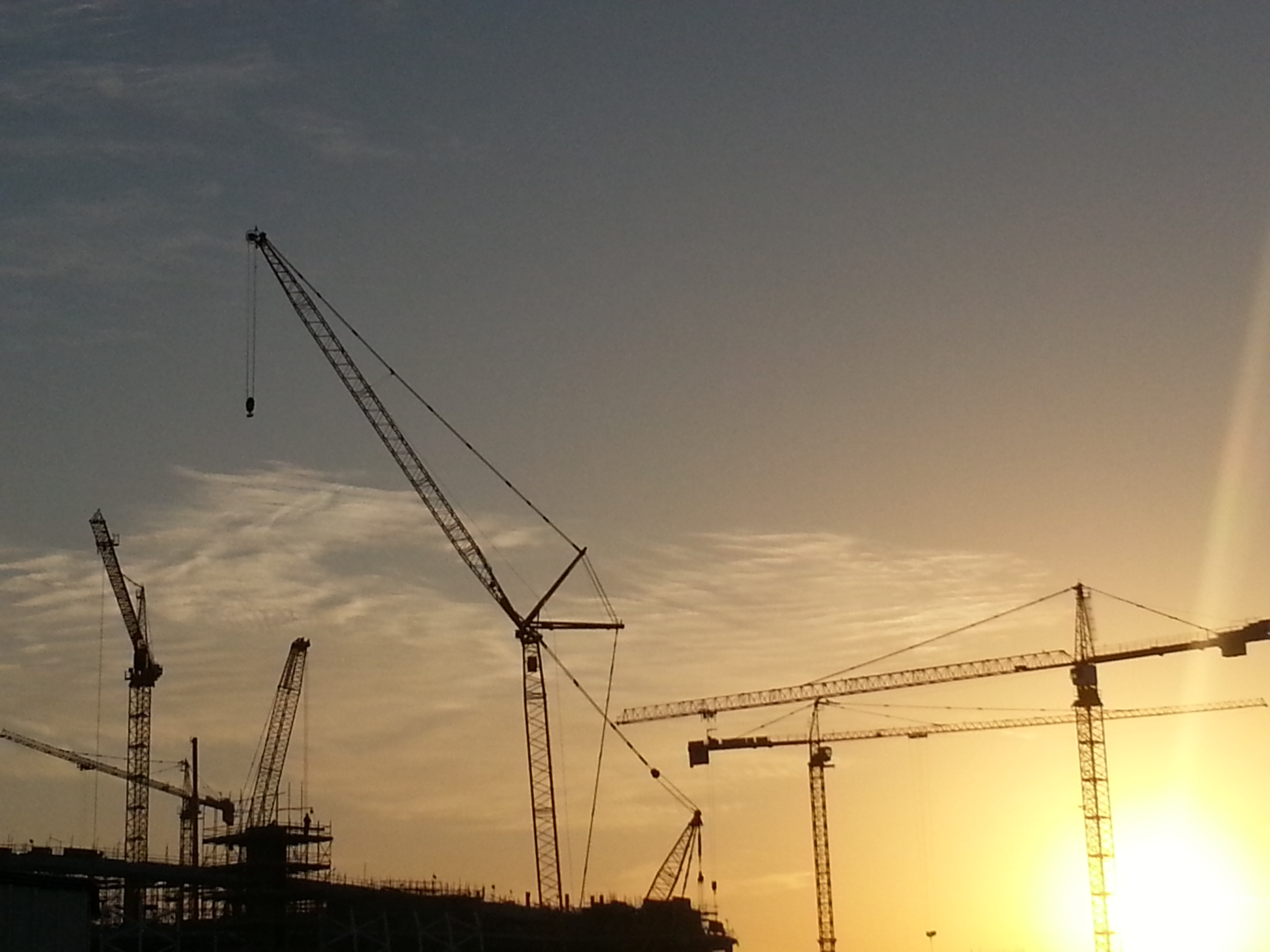
Система кафала в Катаре связана с нарушением трудовых прав на объектах Чемпионата мира по футболу FIFA 2022 (на фото — строительство стадиона Эль-Тумама, одного из стадионов чемпионата мира, в 2013 году)

Около 1,2 миллиона иностранных рабочих в Катаре, в основном из Индии, Пакистана, Бангладеш, Непала и Филиппин, составляют 94 процента рабочей силы. На каждого гражданина Катара приходится почти пять иностранных рабочих, в основном это домработницы и низкоквалифицированные работники.
В августе 2020 года правительство Катара объявило минимальную ежемесячную заработную плату для всех работников в размере 1000 риалов (275 долларов США), что выше предыдущей временной минимальной заработной платы в размере 750 риалов в месяц.
В связи с использованием системы кафала во время подготовки к FIFA 2022 Катар неоднократно подвергался критике.

## Ливан
Как и в других арабских странах, люди из разных стран приезжают в Ливан на заработки по системе «кафала». Эта практика предусматривает наличие «спонсора», предоставляющего работу, и ставит мигранта в полную зависимость от работодателя и создаёт возможность для грубого нарушения его прав на достойные условия труда, на отдых, на общение и на нормальную жизнь.
По данным правозащитников, сейчас в Ливане около 250 тысяч мигрантов выполняют работу по дому. В основном это женщины из Эфиопии, Бангладеш, Филиппин и Шри Ланки.
Они получают зарплату от 150 до 400 долларов в месяц — и находятся в кабальных условиях, не имея возможности разорвать контракт: в случае ухода с работы они лишатся спонсора и должны покинуть страну. Более того, закон позволяет работодателю, заплатившему агентству за наём работника, конфисковать паспорт мигранта.